# 540
Раннє Середньовіччя. У Східній Римській імперії триває правління Юстиніана I. Імперія веде війну з Остготським королівством за Апеннінський півострів. Франкське королівство, розділене на частини між синами Хлодвіга. Іберію займає Вестготське королівство, у Тисо-Дунайській низовині лежить Королівство гепідів. В Англії розпочався період гептархії. 
У Китаї період Північних та Південних династій. На півдні править династія Лян, на півночі — Східна Вей та Західна Вей. В Індії правління імперії Гуптів. В Японії триває період Ямато. У Персії править династія Сассанідів. 
На території лісостепової України в VI столітті виділяють пеньківську й празьку археологічні культури. VI століття стало початком швидкого розселення слов'ян. У Північному Причорномор'ї співіснують різні кочові племена, зокрема гуни, сармати, булгари, алани, авари.

## Події
- Триває війна за Італію між візантійцями й остготами. Візантійський імператор Юстиніан I запропонував укласти мир із королем остготів Вітігесом, але полководець Велізарій відмовився передати його послання. Остготи запропонували Велізарію плюнути на імперію й стати королем Італії самому.
- У травні Велізарій захопив Медіолан і Равенну, полонив Вітігеса й відправив його в Константинополь. Він консолідує завоювання в Італії, але землі на північ від По залишаються в руках остготів.
- Новим королем остготів став Ільдебад. Остготи відвоювали Венецію і Лігурію.
- Перський шах Хосрав I отримав посольство від остготів, які закликали його до дії, перш ніж Візантія стає надто могутньою. Хосрав розірвав «вічний мир», що протривав 8 років, перейшов через Євфрат і захопив Антіохію.
- В Японії — створення перших реєстрів іммігрантів з Китаю та Кореї.